# Vroville
Vroville é uma vila e comuna no departamento Vosges, no nordeste da França. Em 2010 a comuna tinha 131 habitantes (densidade: 19,2 hab./km²).